# Stefan Daniel
Pour les articles homonymes, voir Daniel.
Stefan Daniel, né le 22 février 1997 à Calgary, est un triathlète handisport canadien, double champion du monde de paratriathlon PT4 (2015), PTS5 (2017).

## Palmarès triathlon
Le tableau présente les résultats les plus significatifs (podium) obtenus sur le circuit international de paratriathlon depuis 2013,. 
| Année | Paratriathlon                               | Pays        | Position          | Temps           |
| ----- | ------------------------------------------- | ----------- | ----------------- | --------------- |
| 2017  | Championnats du monde de paratriathlon PTS5 | Pays-Bas    | Médaille d'or     | 1 h 1 min 20 s  |
| 2016  | Jeux paralympiques de Rio PT4               | Brésil      | Médaille d'argent | 1 h 3 min 5 s   |
| 2016  | ITU Series PT4 - Étape de Yokohama          | Japon       | Médaille d'or     | 0 h 58 min 56 s |
| 2015  | Championnats du monde de paratriathlon PT4  | États-Unis  | Médaille d'argent | 0 h 59 min 27 s |
| 2015  | ITU Series PT4 - Étape d'Edmonton           | Canada      | Médaille d'or     | 0 h 59 min 29 s |
| 2015  | ITU Series PT4 - Étape de Londres           | Royaume-Uni | Médaille d'or     | 1 h 0 min 14 s  |
| 2015  | ITU Series PT4 - Étape de Monterrey         | Mexique     | Médaille d'or     | 0 h 58 min 50 s |
| 2014  | Championnats du monde de paratriathlon PT4  | Canada      | Médaille d'argent | 1 h 2 min 29 s  |
| 2014  | ITU Series PT4 - Étape de Magog             | Canada      | Médaille d'or     | 1 h 0 min 20 s  |
| 2014  | ITU Series PT4 - Étape de Chicago           | États-Unis  | Médaille d'or     | 1 h 3 min 7 s   |
| 2014  | ITU Series PT4 - Étape de Dallas            | États-Unis  | Médaille d'or     | 1 h 7 min 56 s  |
| 2013  | ITU Series TRI-4 - Étape d'Edmonton         | Canada      | Médaille d'or     | 1 h 4 min 54 s  |